# Hipparchia aristaeus
Hipparchia aristaeus är en fjärilsart som beskrevs av Franco Andrea Bonelli 1826. Hipparchia aristaeus ingår i släktet Hipparchia och familjen praktfjärilar. IUCN kategoriserar arten globalt som livskraftig. Inga underarter finns listade i Catalogue of Life.